# Vainosjärvi
Vainosjärvi är en sjö i Finland. Den ligger i kommunen Enare i landskapet Lappland, i den norra delen av landet, 1 100 km norr om huvudstaden Helsingfors. Vainosjärvi ligger 138 meter över havet. Arean är 8,18 kvadratkilometer och strandlinjen är 41,29 kilometer lång. Sjön  ingår i Neidenälvens huvudavrinningsområde. 